# Palais Kiến Trung
Le palais Kien Trung (en vietnamien: Điện Kiến Trung) est un palais qui était situé au nord de la Cité pourpre interdite de Hué et qui servait de résidence privée aux deux derniers empereurs de la dynastie Nguyen du Viêt Nam. Il fut détruit par le Viêt Minh en 1947.

## Historique et description
Le palais était construit à l'extrême nord de la Cité pourpre interdite dans l'axe nord-sud. Il fut commandé par le « roi d'Annam » (les autorités françaises ne lui reconnaissait par le titre d'empereur) Khải Định en 1921-1923 et bâti dans un style éclectique mélangeant la renaissance italienne, l'architecture classique à la française et le style asiatique, sur les fondations d'un ancien palais qu'il avait commencé à faire construire en 1916.
Sa longue façade donnant au sud et ornée de céramiques colorées ouvrait sur un parc géométrique dans le goût Art déco auquel on accédait par des petits escaliers de pierre ornés de dragons et de serpents. Une balustrade avec des balustres renflées la française courait sur toute la longueur devant la façade. Celle-ci comprenait treize ouvertures au rez-de-chaussée et au premier étage, dont une grande porte à portique en son milieu. Deux petits avant-corps s'élevaient de chaque côté comprenant un vaste porte au rez-de-chaussée et une grande fenêtre au-dessus, le tout surmonté d'un pignon asiatique. L'avant-corps central comprenait quant à lui cinq ouvertures à chaque étage. Ainsi de chaque côté de l'avant-corps central les deux parties en retrait de l'étage supérieur présentaient trois ouvertures chacune. Toutes les fenêtres étaient entourées de motifs sculptés ouvragés. La toiture aux pans légèrement relevés était ornée d'un parapet dans le style asiatique.

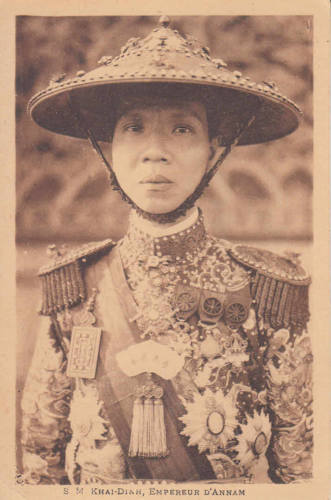
L'empereur Khai Dinh qui mourrut dans ce palais.

C'est au palais Kien Trung que Khải Định mourut en 1925.
L'épouse de Bao Dai, la reine Nam Phuong, fit décorer et moderniser les appartements privés du palais par la maison Leleu au début de son mariage et fit installer la première salle de bains. Elle y donna naissance à son fils aîné, le prince Bao Long, le 4 janvier 1936 tandis que les autres enfants naquirent à la résidence d'été de Dalat, sauf la princesse Phương Dung, née au palais An Định de Hué, le 5 février 1942.
Après l'abdication de son époux, qui part ensuite pour Hanoï, puis se réfugie en Chine, elle fut mise en résidence  surveillée avec ses enfants au palais, puis en 1946 au palais An Định avant de partir se réfugier chez les rédemptoristes canadiens de Hué en décembre 1946 alors que les combats font rage entre les troupes du Viêt Minh et les troupes françaises. Elle quitte Hué quatre mois plus tard.
Entre-temps le palais Kien Trung est détruit par le Viêt Minh.
Il n'en reste aujourd'hui que des pans de balustrades, quelques fondations et des morceaux d'escaliers donnant sur l'ancien parc devenu une étendue d'herbe sauvage.
La restauration et la modernisation du palais de Kiên Trung dans la citadelle impériale de Huê ont débuté le 16 février 2019. Le projet, doté d'un financement de plus de 123 milliards de dôngs (5,5 millions d'euros), devait être achevé en 2022/ 2023,.
Il a finalement ouvert au public en janvier 2024 (https://culturephamtravel.com/kien-trung-palace/)